# The Real News
Pour les articles homonymes, voir IWT.
The Real News (anciennement « Independent World Television » ou « IWT ») est un projet de réseau de télévision financé par les téléspectateurs, diffusé sur Internet.
Il s'agit d'une entreprise de droit américain basée au Canada.
Il s'agit d'une entreprise qui n'accepte aucun financement provenant de la publicité, des pouvoirs publics ou de toute autre forme d'institution.
L'équipe éditoriale du site considère que toutes les causes défendues par les associations de défense des travailleurs, des enfants, des femmes, des immigrés, de la lutte contre les discriminations et du racisme ont droit de cité dans l'actualité. The Real News ne se bornent pas à aborder les grandes lignes de l'actualité.